# George Saling
George J. Saling (ur. 27 lipca 1909 w Memphis, zm. 15 kwietnia 1933 w St. Charles) – amerykański lekkoatleta płotkarz, mistrz olimpijski.
Wychował się w Corydon w stanie Iowa. Jako student University of Iowa zaczął odnosić sukcesy lekkoatletyczne. Został akademickim mistrzem USA (NCAA) w biegu na 120 jardów przez płotki w 1932. Na mistrzostwach USA (AAU) w tym samym roku przegrał co prawda w finale biegu na 110 metrów przez płotki, ale zwyciężył w biegu na 200 metrów przez płotki6, co dało mu prawo do startu w biegu na 110 metrów przez płotki w reprezentacji USA na igrzyska olimpijskie w Los Angeles.
Na igrzyskach pokonał w półfinale i w finale ówczesnego rekordzistę świata Percy’ego Bearda i zdobył złoty medal. Kilka miesięcy później zginął w wypadku samochodowym w stanie Missouri.

## Rekord życiowy
źródło:
- 110 m ppł – 14,1 s. (1932)